# Fritz Schrefeld
Fritz Schrefeld, né le 14 novembre 1890 à Berlin et mort après 1970, est un coureur cycliste et driver allemand .

## Biographie
Enfant, Fritz Schrefeld excelle en gymnastique, avant de se tourner vers le cyclisme. À l'âge de 16 ans, il décide de devenir coureur professionnel mais y renonce après une mauvaise chute lors d'une course sur piste. En 1909, il se porte volontaire pour servir dans le 3e bataillon de chasseurs à pied (de), à Lübben. Il rejoint le Berliner Radsport-Club Concordia et participe à des courses en amateur ; plus tard, il fait partie d'un groupe d'entraînement autour du champion du monde Walter Rütt , qui s'entraîne au Deutsches Stadion de Berlin. En 1913, il devient vice-champion d'Allemagne de vitesse.
Lorsque la Première Guerre mondiale éclate en 1914, Schrefeld est enrôlé dans l'armée. Il reçoit la Croix de fer et est transféré à Berlin en 1917 afin de pouvoir courir à nouveau. La même année, il devient champion d'Allemagne de vitesse, mais en 1918, il est renvoyé sur le front macédonien. En 1919 et 1920, il est à nouveau champion d'Allemagne de vitesse amateur. En 1919, il remporte également le Rund um Berlin.
En 1924, Fritz Schrefeld, boucher de formation, se met au trot attelé, en tant qu'amateur jusqu'en 1960 et remporte plus de 400 victoires . En 1939, 1940 et 1942, il remporte les championnats de trot, prix du plus grand nombre de victoires en une saison et il est quatre fois champion amateur allemand,. Le Berliner Zeitung rapporte en 1960, à l'occasion de son 70e anniversaire, que Schrefeld vit à Berlin-Ouest, mais participe à des courses sur l'hippodrome de Karlshorst avec des chevaux des haras de Lindenhof et de Staffelde appartenant à l'État.
Schrefeld a dirigé une entreprise de transport à Berlin-Ouest après sa retraite